# Филмска трилогија Три боје
Филмска трилогија Три боје (фр. Trois couleurs, пољ. Trzy kolory) је заједнички назив за три филма која жанровски припадају психолошкој драми. Режирао их је пољски филмски режисер, сценариста и продуцент Кшиштоф Кјешловски (пољ. Krzysztof Kieślowski). Филмови својим називом упућују на боје француске тробојке: 
- Три боје: Плаво
- Три боје: Бело
- Три боје: Црвено

Сви филмови су на француском језику, док се у филму Три боје: Бело говори и на пољском језику. Читава трилогија је доживела светску славу, док је филм Три боје: Црвено освојио номинацију за Оскара за најбољег режисера, најбољу сценографију и најбољу кинематографију на 67. додели ове престижне награде.

## Тема и симболи
Плава, бела и црвена су боје француске заставе у редоследу подизања до полетања, а прича сваког филма је уско повезана са трима основним принципима Француске буржоаске револуције: слобода, једнакост, братство. Илустрација ових принципа је често двосмислена и иронична. Као што је Кјешловски приметио у интервјуу за студентске новине Универзитета Оксфорд: „Речи [либерте, егалите, фратерните] су француске јер је новац [за финансирање филмова] француски. Да је новац био друге националности, другачије бисмо насловили филмове или би можда имали другачију културну конотацију. Али, филмови би вероватно били исти“.

## Радња

### Три боје: Плаво
У првом филму трилогије гледаоци прате живот Жули, познате француске композиторке, која се суочила са губитком супруга и кћерке у аутомобилској несрећи. Док се јунакиња опоравља у болници од саобраћајне незгоде, покушава да изврши суицид прекомерном конзумацијом медикамената. Услед немогућности да се избори са прошлошћу, Жули одлучује да прода породичну кућу и покушава да превазиђе губитак, упуштајући се у музичко стваралаштво и креативни рад.

### Три боје: Бело
Радња започиње у Паризу, у суду, бракоразводном парницом између берберина пољског порекла Карола и његове супруге Францускиње Доминик. После развода од супруге, Карол се нашао сам на улицама Париза - без новца и пасоша. Захваљујући случајном сусрету са сународником, успева да се врати у своју родну земљу. 

### Три боје: Црвено
Последњи део трилогије прати студенткињу Женевског универзитета Валентин која се хонорарно бави манекенством случајно је прегазила пса старијег пензионисаног судије. Тако она упознаје старог циничног човека који води повучен живот. Паралелно са Валентининим стилом живота гледаоци се сусрећу с ликом Огиста, Валентининог суседа и студента Правног факултета.

## Главне улоге

### Три боје: Плаво
- Жулијет Бинош - Жули
- Бенуа Режон - Оливије
- Флоренс Пернел - Сандрин

### Три боје: Бело
- Збигњев Замаховски - Карол
- Жули Делфи - Доминик
- Јануш Гајос - Миколај

### Три боје: Црвено
- Ирен Жакоб - Валентин
- Жан-Луј Трентињон - Жозеф
- Жан-Луј Лори - Огист

## Рецепција и критика
Трилогију је такође тумачио филмски критичар Роџер Еберт као антитрагедију, антикомедију и антиромансу. Уз то, укључио ју је у свој списак најбољих филмова.
Трилогија је била високо оцењена од стране гледалаца критичара, о чему сведоче и следеће оцене на IMDb порталу:
- Три боје: Плаво: 8.0[4]
- Три боје: Бело: 7.7[5]
- Три боје: Црвено: 8.1[6]

Часопис Empire укључио је трилогију у свој списак тридесет три најбоље трилогије под бројем једанаест 2010. године.